# 偏翅唐松草
偏翅唐松草（学名：Thalictrum delavayi）为毛茛科唐松草属下的一个种。

## 扩展阅读
- 維基物種上的相關：偏翅唐松草